# Franca Vendrame
Franca Vendrame (Udine, 18 aprile 1937) è un'ex cestista italiana.

## Carriera
Con l'Italia ha disputato tre edizioni dei Campionati europei (1954, 1956, 1960).